# Máy ghép mộng

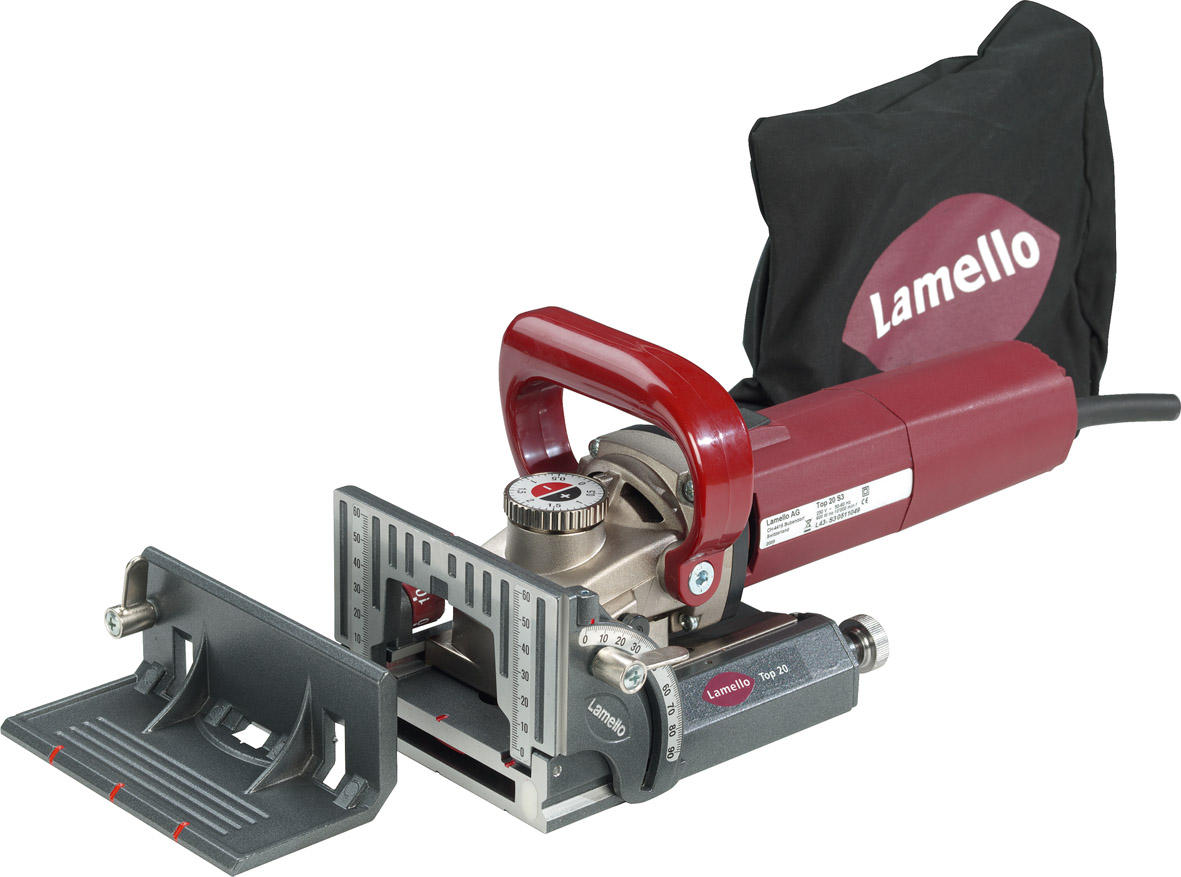
một chiếc Biscuit joiner của Lamello

Máy ghép mộng, còn gọi theo tiếng Anh là biscuit joiner hay plate joiner, là một loại máy công cụ hỗ trợ tạo các mối nối ghép gỗ cho thợ mộc. Các nối ghép này có hình dạng gần giống như chiếc bánh biscuit dẹp nên mới có tên gọi trên.

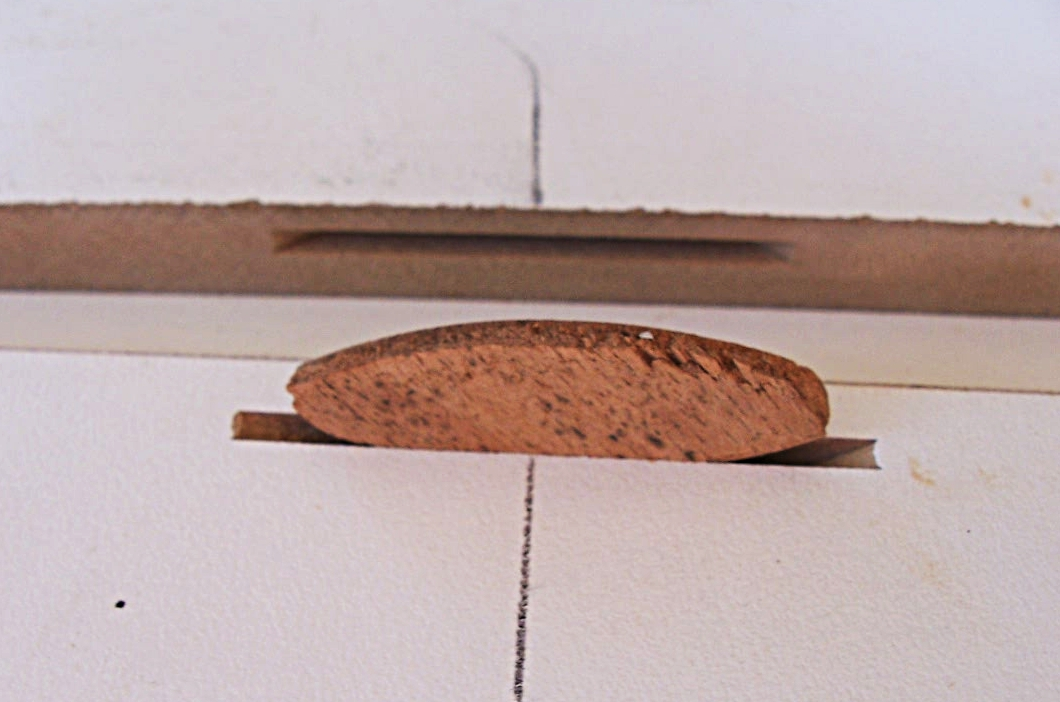
Một miếng nối ghép biscuit và một rãnh nối do máy ghép mộng tạo nên.

Cấu tạo cơ bản của một máy ghép mộng biscuit rất đơn giản, bao gồm một động cơ và 1 lưỡi cắt gỗ có đường kính là 10 cm (4"), động cơ motor thường có công suất là 600W-1000W thông thường các máy hiện nay chỉ dùng chỉ có công suất từ 700-800W.
Chiếc biscuit joiner đầu tiên do hãng Lamello sản xuất năm 1968 nhưng nó được sáng chế từ năm 1956 bởi Hermann Steiner người Thụy Sĩ. Cho đến nay có khoảng 50 loại biscuit joiner đã ra đời.

## Sử dụng
Đây là cách dễ dàng và nhanh nhất để nối 2 miếng gỗ lại với nhau. Lưỡi cắt khi hoạt động sẽ nhô ra khỏi máy và cắt miếng gỗ thành hình vành khăn. Sau đó người thợ mộc quét keo dán gỗ lên mặt hình vành khăn này rồi mới đưa miếng nối vào (biscuit). Lực chủ yếu do keo dán gỗ chịu.

## Đánh giá

### Ưu điểm
Với sự hỗ trợ của máy ghép mộng, các mối nối ghép biscuit được thực hiện rất nhanh chóng, dễ dàng. Các thợ mộc tin rằng đây là lựa chọn số 1 cho các độ nội thất nhỏ như tủ sách và thậm chí cả bàn.

### Nhược điểm
Tuy nhiên, mối nối ghép biscuit được cho là mối nối yếu nhất trong các loại mối nối căn bản trong mộc, khá tốn vật liệu nói chung (phải tốn thêm keo dán gỗ và phiến biscuit).
Hiện nay có những loại biscuit mới thay thế cho biscuit gỗ, cứng hơn, có thể tách ra được, có thể không cần keo dán gỗ hỗ trợ.